# Fryderyk Pautsch

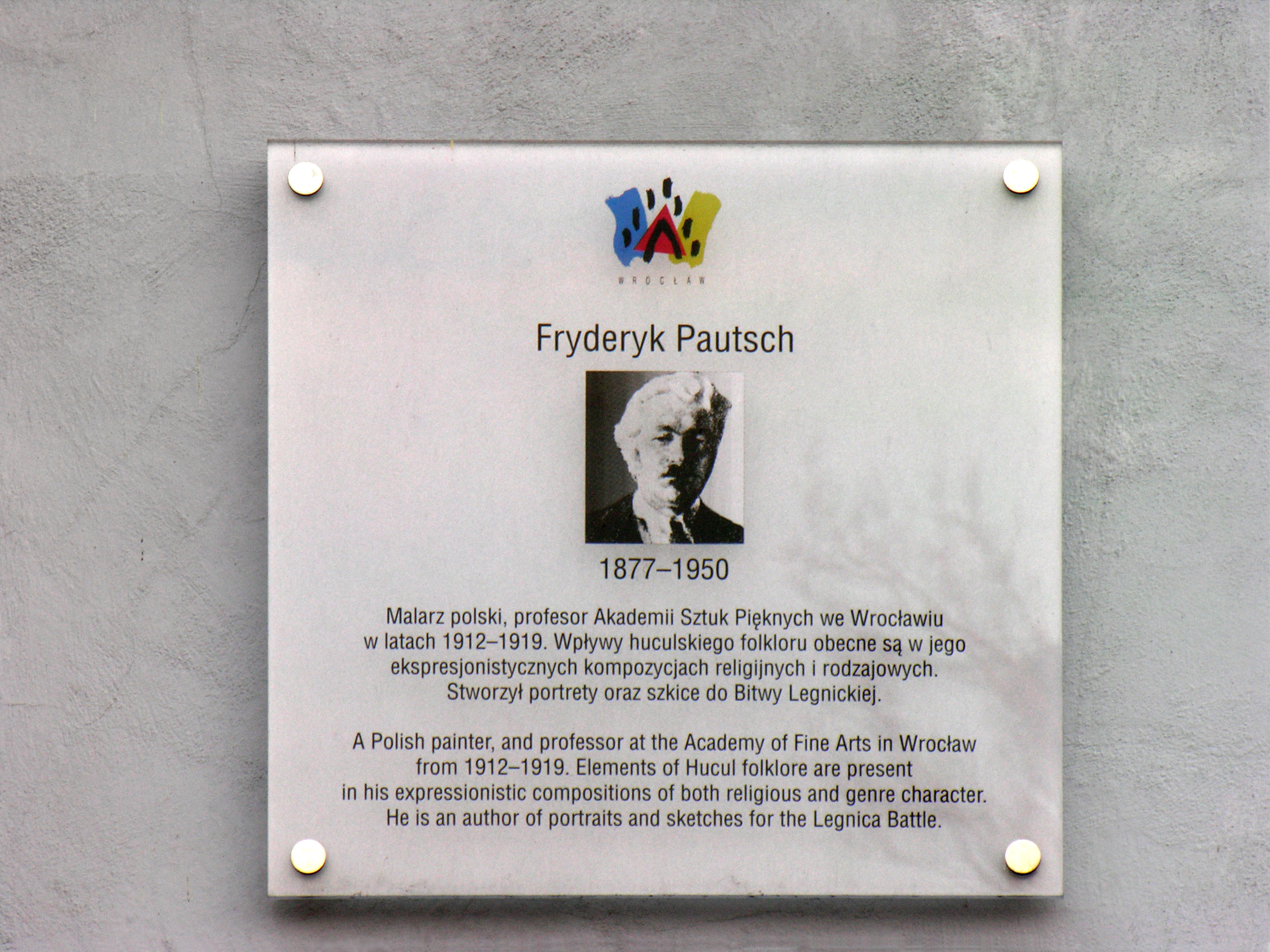
Infotafel in Breslau

Fryderyk Pautsch, auch Friedrich Pautsch (* 22. September 1877 in Delatyn, Österreich-Ungarn; † 1. Juli 1950 in Krakau) war ein österreichisch-polnischer Maler der Stilrichtung Junges Polen.

## Leben
Er begann sein Studium 1898 an der Rechtswissenschaftlichen Fakultät der Universität Lemberg und setzte sein Studium ab 1899 an der Jagiellonen-Universität in Krakau fort. 1900 bis 1906 studierte er an der Akademie der Bildenden Künste Krakau bei Leon Wyczółkowski und Józef Unierzyski. Dank eines Stipendiums studierte er weiter 1905–1906 in Paris an der Académie Julian. Danach ließ er sich in Lemberg nieder, besuchte oft Pokutien im südöstlichen Zipfel von Galizien. 1908 wurde er Mitglied des polnischen Künstlerbundes „Sztuka“ (Kunst), 1912 des Wiener Hagenbundes. Im gleichen Jahr wurde er zum Professor der dekorativen Malerei an der Staatlichen Akademie für Kunst und Kunstgewerbe Breslau berufen. Er stellte auch unter dem Namen Friedrich Pautsch aus, wie zum Beispiel 1914 bei der Großen Berliner Kunstausstellung, auf der er 17 Werke ausstellte.
Während des Ersten Weltkrieges diente er in der polnischen Legion, einer unabhängigen Formation der k.u.k. Armee. Darüber hinaus wirkte er ab dem 19. April 1915 als Kriegsmaler in der Kunstgruppe des k.u.k. Kriegspressequartiers, in dessen Standeslisten er bis Dezember 1918 geführt wurde.
1919 wurde er zum Direktor der Schule für Kunsthandwerk in Posen ernannt. Er war Mitbegründer und erster Vorsitzender der Posener Künstlergruppe „Świt“ (Morgenröte). 1925 siedelte er nach Krakau über, wo er zum Professor der Akademie der Bildenden Künste Krakau berufen wurde. 1931 und 1936 wurde er zum Rektor der Akademie erwählt. Während des Zweiten Weltkrieges war er Lehrbeauftragter an der Staatlichen Kunstgewerbeschule Krakau. 1945 wurde er wieder Professor an der Akademie der Bildenden Künste Krakau.

## Werke (Auszug)
- Porträt eines Offiziers der polnischen Legion, 1915, Öl auf Karton, Heeresgeschichtliches Museum, Wien

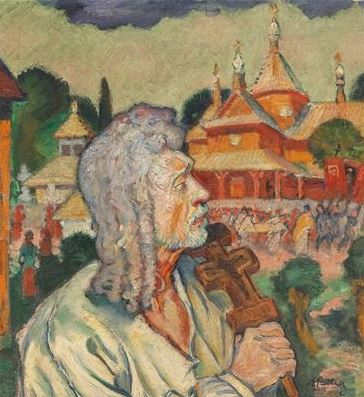
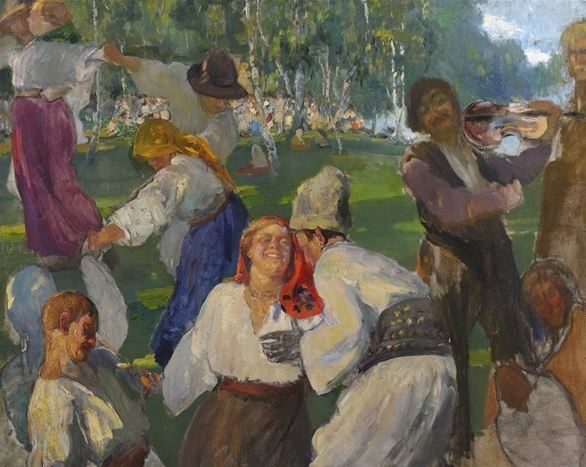
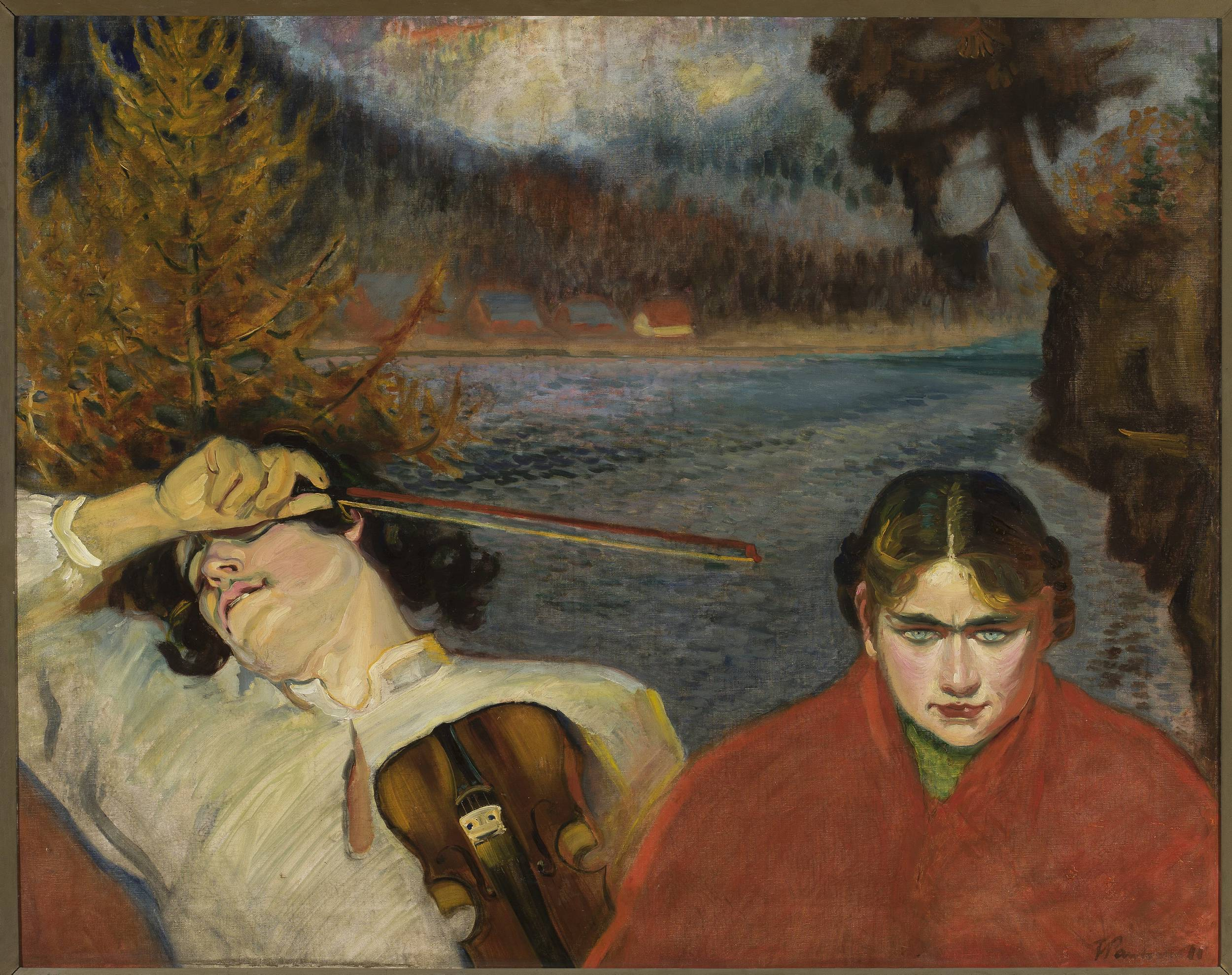
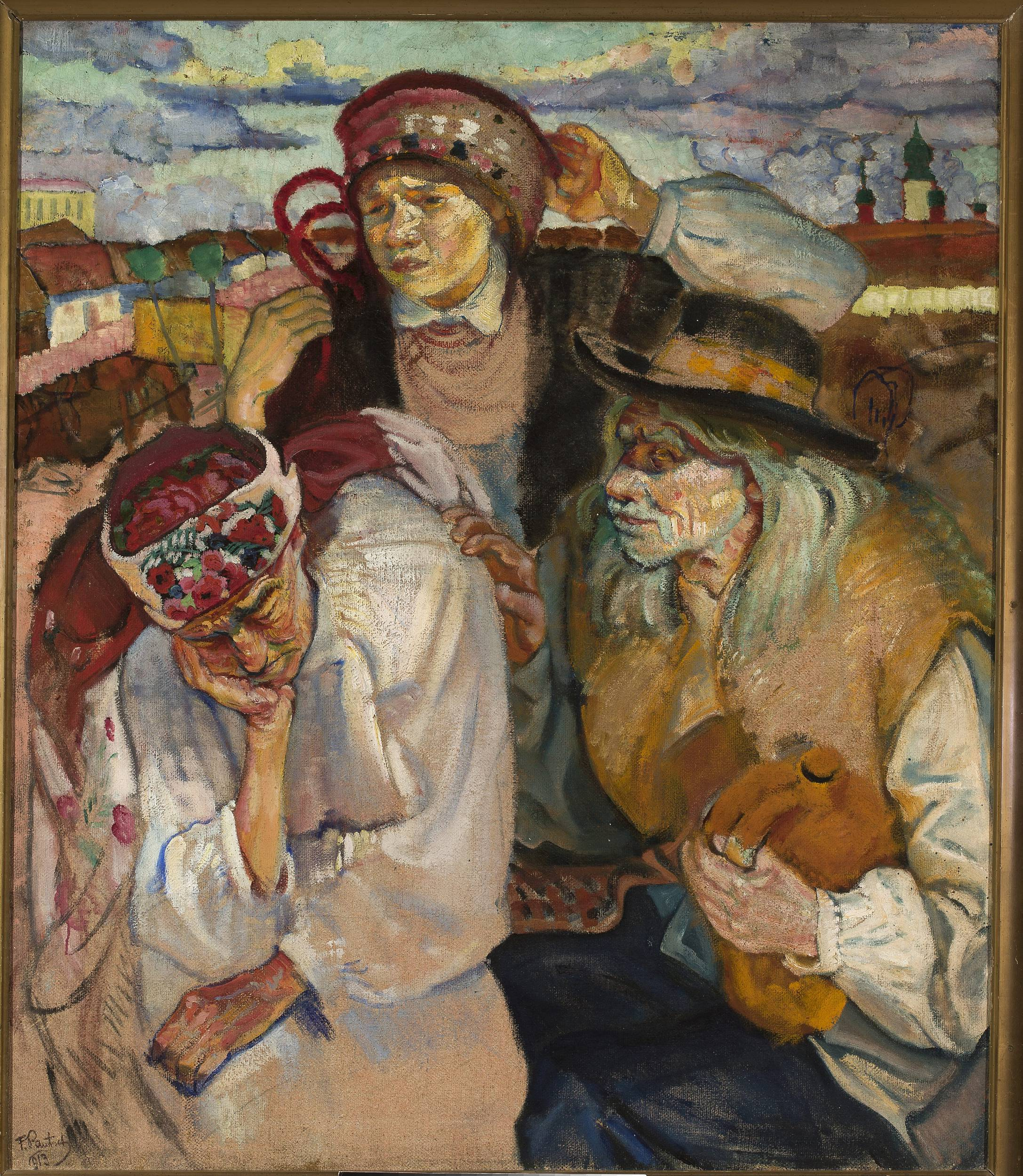